# Cleora obsitaria
Cleora obsitaria là một loài bướm đêm trong họ Geometridae.